# Sprogskifte
Sprogskifte (engelsk: language shift) er processen, hvor sprogsamfundet skifter fra et til et andet sprog. Ofte er det nye sprog forbundet med højere prestige. Skiftet af sprog medfører derfor ofte også et skift af kultur og væremåde. Processen, hvor samfundet først bliver bilingual og så gradvis skifter helt til det nye sprog, kaldes for assimilation. Processen kan strække sig over to eller tre generationer.
Fra det sydlige Slesvig kendes sprogskiftet fra dansk og frisisk til tysk omgangssprog. Andre eksempler er angelsaksernes erobring af Britannien og fortrængning af keltiske sprog og overgang fra nederlandsk til fransk sprog i Bruxelles/Belgien (kaldet for Francization).